# شچپان تواردوخ
شچپان تواردوخ (لهستانی: Szczepan Twardoch؛ ‏ [ʂt͡ʂɛpan tvardɔx]؛ ‏ زادهٔ ۲۳ دسامبر ۱۹۷۹) نویسنده، جامعه‌شناس و فیلسوف اهل لهستان است.
از فیلم‌ها یا برنامه‌های تلویزیونی که وی در آن نقش داشته‌است، می‌توان به سلطان اشاره کرد. وی همچنین برندهٔ جوایزی همچون جایزه نیکه شده‌است.